# 厚體無足狼鳚
厚體無足狼鳚，為輻鰭魚綱鱸形目绵鳚亞目绵鳚科的其中一種，分布於東北太平洋區，包括加拿大卑詩省、美國奧勒岡州及南冰洋等海域，屬深海底棲性魚類，棲息深度在水深2000至2600公尺，體長可達20公分。

## 扩展阅读
維基物種上的相關：厚體無足狼鳚